# Coelogyne longifolia
Coelogyne longifolia är en orkidéart som först beskrevs av Carl Ludwig von Blume, och fick sitt nu gällande namn av John Lindley.
Coelogyne longifolia ingår i släktet Coelogyne och familjen orkidéer. Inga underarter finns listade i Catalogue of Life.